# NGC 3931
NGC 3931 é uma galáxia elíptica (E-S0) localizada na direcção da constelação de Ursa Major. Possui uma declinação de +52° 00' 05" e uma ascensão recta de 11 horas, 51 minutos e 13,4 segundos.
A galáxia NGC 3931 foi descoberta em 12 de Abril de 1789 por William Herschel.